# Scala naturae

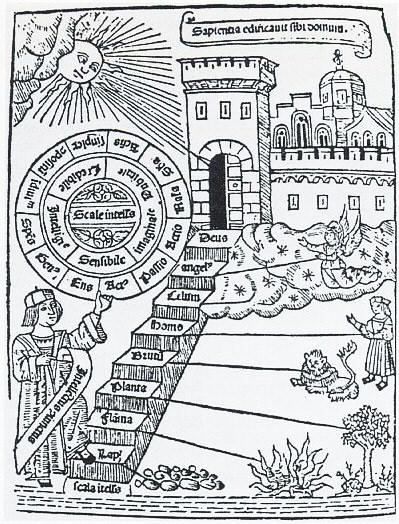
Una scala naturae medievale, xilografia da una copia del trattato di Raimondo Lullo, De ascensu et descensu intellectus, Valencia, 1512 («ascesa e discesa dei gradi dell'intelletto»).

La scala naturae, che letteralmente significa «scala dell'essere», spesso tradotta come «grande catena dell'essere» o «grande catena della vita» è un modello classico dell'ordine del mondo, che affonda le radici nella filosofia di Platone, ripresa poi come concetto cristiano con l'avvento del neoplatonismo di matrice cristiana risalente alla patristica del primo periodo medievale (sant'Agostino).

## Storia
La sua principale caratteristica è la rigida gerarchia tra i livelli della realtà. Nella storia della filosofia naturale, dalle origini nella Grecia antica, fino agli sviluppi contemporanei, ha costituito un modello particolarmente duraturo.
Si tratta di una concezione della struttura della natura delle cose considerata imprescindibile, e largamente accettata dalla maggior parte degli studiosi europei dai tempi di Lucrezio fino allo sviluppo finale del Rinascimento e contestata solo con le rivoluzioni scientifiche da Niccolò Copernico a Charles Darwin.
Si inserisce nei tentativi di costruzione di una storia naturale, e viene comunemente riconosciuta nella storia della biologia come itinerario degli studi compiuti dall'uomo sin dall'antichità intorno agli organismi viventi. 
Essa parte dal vertice più alto, rappresentato da Dio, scendendo attraverso la gerarchia degli Angeli, il cui ordine si riflette nella struttura cosmica delle sfere celesti, fino ad arrivare alle sfere sublunari, stratificate secondo i quattro elementi, fuoco, aria, acqua, terra, corrispondenti al grado di evoluzione dei viventi e alla progressiva solidificazione della materia:
Classificazione della scala naturæ

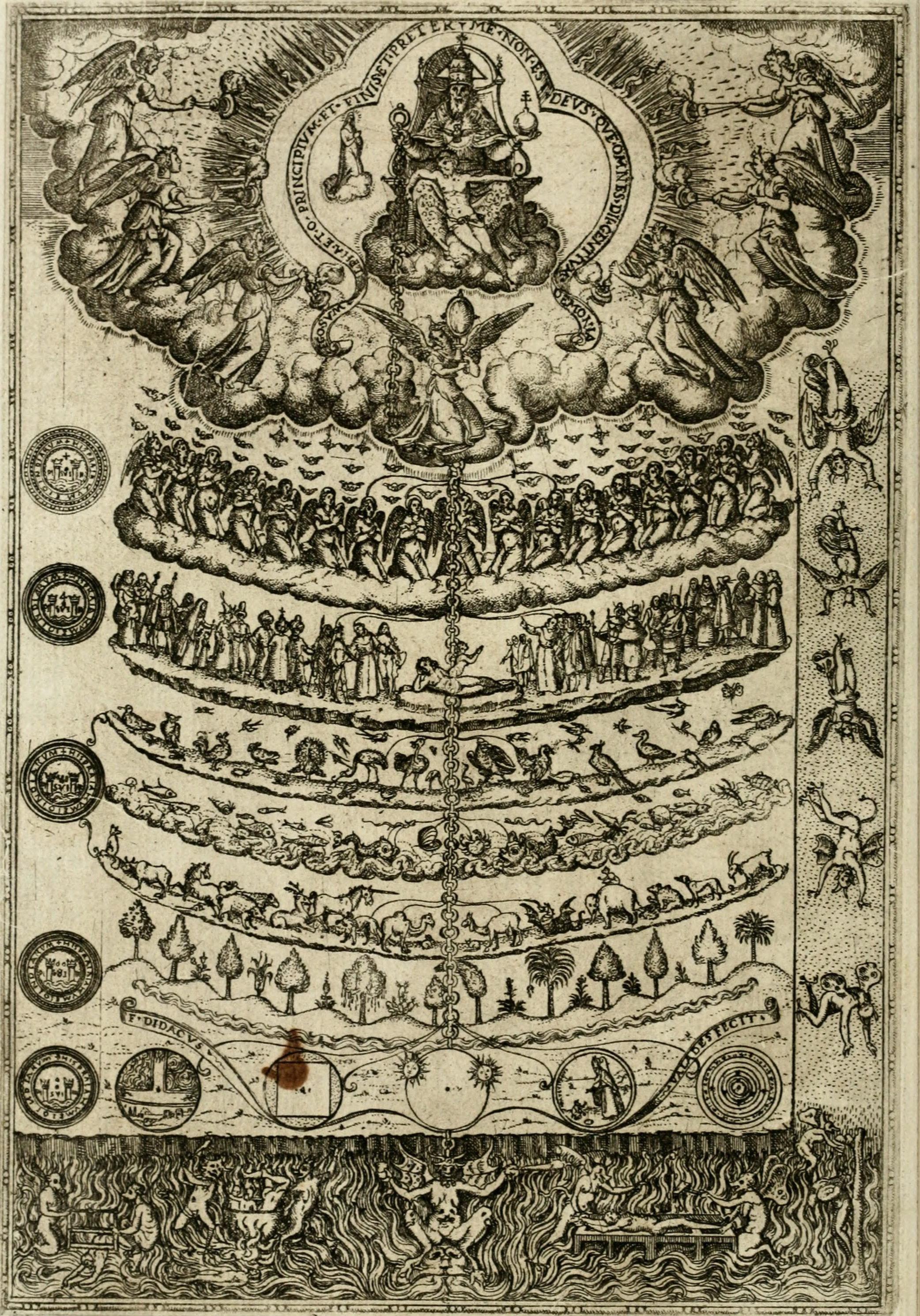
Illustrazione della grande catena dell'Essere (da Diego Valades, Rhetorica Christiana, 1579)

Nel Medioevo fu magistralmente sintetizzata da Dante, che rifacendosi alla dottrina aristotelica dei luoghi naturali, spiega il modo in cui gli elementi si muovono a seconda della loro densità:
«Ne l'ordine ch'io dico sono accline

tutte nature, per diverse sorti,

più al principio loro e men vicine; 

onde si muovono a diversi porti

per lo gran mar de l'essere, e ciascuna

con istinto a lei dato che la porti. 

Questi ne porta il foco inver' la luna;

questi ne' cor mortali è permotore;

questi la terra in sé stringe e aduna.»

(Dante Alighieri, Paradiso, canto I, vv. 109-117)
Nella filosofia rinascimentale, Ficino suddivide la struttura del cosmo in cinque livelli gerarchici, che ascendono dal più basso al più perfetto, e al centro dei quali sta l'anima umana, che in quanto copula mundi ha il potere di tenere legati in sé gli estremi opposti dell'universo, come una sintesi in miniatura del macrocosmo.
Similmente Pico della Mirandola attribuisce alla natura umana la peculiarità di poter salire o discendere secondo il proprio libero arbitrio lungo questa scala gerarchica, che dunque non inficia la sua libertà, non avendo egli caratteristiche già fissate o predeterminate a differenza di tutti gli altri esseri che la compongono. L'uomo può stabilire da sé dove dirigere la propria esistenza, elevandosi allo spirito, o abbrutendosi verso la materia.

### Sviluppi recenti
Pur con i limiti di un approccio prescientifico, la scala naturae costituisce un tentativo di tassonomia, basata su una gerarchia, concetto che verrà in qualche modo ripreso dalle classificazioni settecentesche di Cuvier e superata dalle moderne tassonomie fondate su basi evoluzionistiche.